# Platges de Sovalle, Valle i Niembro
La Platja de Sovalle forma part d'un conjunt de tres platges contínues que es fonen en baixamar, anomenades platges de Sovalle, Valle i Niembro, també coneguda com a platja de Toranda. La platja de Sovalle és més un pedrer amb forma de petxina que posa fi a la successió de les esmentades platges. Es troba en la localitat de Llames de Pría, en la desembocadura del riu Guadamía, que és el que marca el límit entre Llanes i Ribadesella. S'emmarca a les platges del Costa Verda Asturiana i és considerada paisatge protegit, des del punt de vista mediambiental (per la seva vegetació i també per les seves característiques geològiques). Per aquest motiu està integrada en el Paisatge Protegit de la Costa Oriental d'Astúries.

## Descripció
Aquesta platja (que desapareix en marea alta), igual que les seves contigües pertany a la localitat de Niembro, en el municipi de Llanes, presenta forma de petxina, i s'accedeix a ella per la platja de Niembro (amb una longitud d'uns 300 metres i una amplària de 100 metres), situant-se la platja de Valle (d'uns 120 metres de longitud i 25 metres d'amplària, i que també té forma de petxina) entre les altres dues. Les platges de Valle i Sovalle estan situades en l'extrem occidental de la cala de Niembro, a l'abric del cap Prieto.
Aquestes dues platges no compten amb cap servei, ni tan sols es realitza la seva neteja.
Les tres platges es troben dins del Paisatge Protegit de la Costa Oriental i a la seva rodalia es localitza un sistema de dunes eòliques.
Poden observar-se afloraments rocosos sobre la sorra blanca a les platges de Sovalle i Valle. Presenten un molt baix grau d'urbanització i només la de Niembro, que és la de més fàcil accés, presenta un grau mitjà d'ocupació enfront del grau baix de les altres dues.
La platja de Toranda (Niembro), de sorra blanca i fina, posseeix una forma rectilínia i oberta, i destaca de les altres dues per presentar serveis, lavabos, dutxes, aigua potable, vigilància diària i quioscs de refrescs. Se situa entre el cap Prieto i la punta La Boriza i va obtenir la bandera blava en 1997.